# Fred Fant
Anders Fredrik Michael Fant, känd som Fred Fant, född 5 oktober 1907 i Nyköpings östra församling, död 29 september 1999 i Oscars församling i Stockholm, var en svensk jurist och direktör.
Fred Fant var son till borgmästaren Gunnar Fant och Märta Norström, farfar till författaren Mikael Fant samt morbror till TV-journalisten Fabian af Petersens. Efter studentexamen läste Fred Fant juridik, blev juris kandidat 1932, gjorde tingstjänstgöring 1932–1935 och var anställd hos Alf Lindahl, Matts Fallenius advokatbyrå 1935–1939. Han kom till AB Svenska Tobaksmonopolet 1939 där han blev sekreterare och ombudsman 1947, biträdande direktör 1959 och senare direktör. Bolaget ändrade 1961 namn till Svenska Tobaks AB.
Fred Fant hade också olika förtroendeuppdrag. Han var ledamot av statens tobaksnämnd (1948–1961), styrelseledamot i samarbetsnämnden för konstföreningar i Stockholm och ledamot av Advokatsamfundet (1937–1939). Fred Fant var också riddare av Vasaorden (RVO). Han är begravd på Galärvarvskyrkogården i Stockholm.
Han gifte sig 1935 med Margit Nordlöf (1910–1995), dotter till kyrkoherde August Nordlöf och Signe Grandin. De fick barnen Göran 1936, Margareta 1937 (under en period gift med journalisten Ulf Nilson), Eva 1942 och språkvetaren Lars Fant 1946.